# Kitanemuk
El Kitanemuk era una llengua de les llengües takic de la família lingüística uto-asteca parlada pels kitanemuks, un poble d'amerindis dels Estats Units que vivia al Sud de Califòrnia. La llengua és força relacionada amb el tongva i el serrano, de la que en podria ser un dialecte. Era parlat a les Muntanyes San Gabriel i els contraforts dels voltants al Sud de Califòrnia. Els darrers parlants van viure en la dècada del 1940, encara que l'últim treball de camp es va dur a terme el 1937. J. P. Harrington va prendre abundants notes en 1916 i 1917, tanmateix, el que ha permès un coneixement bastant detallat de la llengua.

## Morfologia
El kitanemuk és una llengua aglutinant, on les paraules utilitzen sufixos complexos per a una varietat de propòsits amb diversos morfemes enfilats.

## Fonologia

### Consonants
Els fonemes consonàntics del kitanemuk, reconstruïts per Anderton (1988) basant-se en les notes de camp de Harrington, eren (amb algun estàndard notació fonètica americanista en <angles>:
|            | Labial | Alveolar | Palatal  | Velar              | Velar | Glotal |
| plana      | Labial | Alveolar | Palatal  | labialitzada velar |       | Glotal |
| ---------- | ------ | -------- | -------- | ------------------ | ----- | ------ |
| Nasal      | /m/    | /n/      |          | /ŋ/                |       |        |
| Oclusiva   | /p/    | /t/      |          | /k/                | /kʷ/  | /ʔ/    |
| Africada   |        | /ts/ <c> | /tʃ/ <č> |                    |       |        |
| Fricativa  | /v/    | /s/      | /ʃ/ <š>  |                    |       | /h/    |
| Rhòtica    |        | /r/      |          |                    |       |        |
| Aproximant |        | /l       | /j/ <y>  |                    | /w/   |        |

A final de paraula /h/ esdevé [r], i totes les consonants sonores es tornen sordes després d'altres consonants sordes o a final de paraula.

### Vocals
|         | Anterior | Central | Posterior |
| ------- | -------- | ------- | --------- |
| Tancada | i        | ɨ       | u         |
| Mitjana | e        |         | o         |
| Oberta  |          | a       |           |